# Thysanoglossa
Thysanoglossa es un género con dos especies de orquídeas epifitas. Es originario de Sudamérica.

## Descripción
El tamaño y las flores de estas plantas se asemejan a los de Chytroglossa y Rauhiella, que fácilmente hace notar la diferencia por las hojas más amplias, flores parecidas a Oncidium con una cantidad menor, con labio amarillo, alargado, lobulado, con lóbulos finales bilobulados, de márgenes lisos, cerca de la base de callos característicos horizontales verdes en dos capas, también los lóbulos laterales tienen machas verde morado, con flecos con los márgenes profundamente recortados, y formando dientes afilados y largos.
Presenta pseudobulbos pequeños rematados por una sola hoja, carnosa plana, alargada, lanceolada, pseudopeciolada, flanqueada por vainas, con el mismo aspecto y tamaño de las hojas que hacen que los pseudobulbos san casi imperceptibles. La múltiple inflorescencia es racemosa y  surge de las axilas de estas vainas y contiene cuatro o cinco pequeñas flores de color amarillo y verde, espaciadas, con brácteas lepantiformes en la base del pedúnculo.
Las flores son pequeñas, con los sépalos y pétalos de color amarillo-verdoso, muy abiertas, membranosas, algo translúcidas, los pétalos más amplios en el último tercio y atenuado en la base.  La columna es muy amplia, de color púrpura los márgenes inferiores , por debajo del estigma con una gran cruz callosa arqueada verde, sin alas, al final, y gran antera alargada.

## Distribución
Este género comprende sólo dos especies de pequeño tamaño de hábitos epífitas y de crecimiento cespitoso. Se encuentra al sudeste de Brasil, y normalmente aparecen en las ramas llenas de musgo en la sombra de los bosques húmedos en las partes altas de la La Mantiqueira y Serra dos Órgãos.

## Evolución, filogenia y taxonomía
Fue propuesto por C.Porto y Brade en Anais Reunião Sul-Americana de Botânica 3: 42 en 1938, publicado en 1940. La especie tipo es Thysanoglossa jordanensis Porto y Brade.

## Especies
| - Thysanoglossa jordanensis - Thysanoglossa organensis |